# Общественная палата Российской Федерации третьего состава
Обще́ственная пала́та Росси́йской Федера́ции — организация, обеспечивающая взаимодействие граждан Российской Федерации, общественных объединений с органами государственной власти и органами местного самоуправления в целях учёта потребностей и интересов граждан Российской Федерации, защиты прав и свобод граждан Российской Федерации.
В данном списке присутствует информация о членах третьего Состава Общественной палаты со сроком полномочий: 2010—2012 год.

## Законодательная база
Общественная палата была сформирована в соответствии с Федеральным законом РФ «Об Общественной палате Российской Федерации» от 4 апреля 2005 года № 32. Согласно Закону, Общественная палата избиралась каждые два года (это был последний состав палаты с двухлетним сроком полномочий) и осуществляла взаимодействие граждан с федеральными органами государственной власти, органами государственной власти субъектов Российской Федерации и органами местного самоуправления в целях учёта потребностей и интересов граждан Российской Федерации, защиты прав и свобод граждан Российской Федерации и прав общественных объединений при формировании и реализации государственной политики в целях осуществления общественного контроля за деятельностью федеральных органов исполнительной власти, органов исполнительной власти субъектов Российской Федерации и органов местного самоуправления, а также в целях содействия реализации государственной политики в области обеспечения прав человека в местах принудительного содержания.

## Состав Общественной Палаты

### Члены Общественной палаты, утверждённые Указом Президента РФ
Лица, рекомендованные к утверждению в качестве членов Общественной палаты Российской Федерации Указом Президента Российской Федерации от 25 сентября 2009 года № 1070, которым впоследствии было предложено приступить к формированию Общественной палаты в полном составе:
1. Альтшулер, Борис Львович — президент региональной общественной организации содействия защите прав детей «Право ребёнка»;
2. Асадуллин, Фарид Абдулович — председатель научно-общественного комитета Совета муфтиев России;
3. Ачкасов, Евгений Евгеньевич — профессор государственного образовательного учреждения высшего профессионального образования «Московская медицинская академия имени И. М. Сеченова»;
4. Бальжиров, Андрей Александрович — Санжай Лама, постоянный представитель Буддийской традиционной сангхи России в Москве;
5. Баширов, Айрат Робертович — генеральный директор закрытого акционерного общества «Данафлекс»;
6. Борода, Александр Моисеевич — президент централизованной религиозной организации ортодоксального иудаизма «Федерация еврейских общин России»;
7. Брод, Александр Семенович — директор автономной некоммерческой организации «Бюро содействия защите прав человека»;
8. Велихов, Евгений Павлович — президент Российского научного центра «Курчатовский институт», академик Российской академии наук;
9. Викторов, Максим Валерьевич — председатель попечительского совета некоммерческой организации «Фонд инвестиционных программ»;
10. Гельман, Марат Александрович — директор краевого государственного автономного учреждения «Музей современного искусства», г. Пермь;
11. Гербер, Алла Ефремовна — президент Межрегионального благотворительного общественного фонда содействия созданию музея «Холокост»;
12. Гранин, Даниил Александрович — писатель, председатель правления Международного благотворительного фонда имени Д. С. Лихачева;
13. Гриднева, Галина Борисовна — сопредседатель Общественной палаты Новосибирской области, директор филиала Санкт-Петербургского института внешнеэкономических связей, экономики и права в г. Новосибирске;
14. Грызлова, Наталья Леонидовна — секретарь Общественной палаты Амурской области, ректор Дальневосточного института бизнеса;
15. Гутенёв, Владимир Владимирович — заместитель председателя Общероссийской общественной организации «Союз машиностроителей России»;
16. Давыдов, Леонид Владимирович — председатель правления фонда «Петербургская политика»;
17. Добровольский, Николай Николаевич — вице-президент общества с ограниченной ответственностью «Параллелз Софтвер», лауреат национальной премии в области инноваций имени В. Зворыкина;
18. Дьякова, Елена Григорьевна — председатель совета некоммерческого партнёрства «Исполком Гражданского форума Уральского федерального округа»;
19. Канделаки, Тинатин Гивиевна — ведущая телевизионных программ закрытого акционерного общества «Сеть телевизионных станций»;
20. Касперский, Евгений Валентинович — генеральный директор Лаборатория Касперского, лауреат Государственной премии Российской Федерации;
21. Колобков, Павел Анатольевич — заместитель председателя центрального совета Всероссийского физкультурно-спортивного общества «Динамо», Олимпийский чемпион по фехтованию, вице-президент Федерации фехтования России;
22. Крупенников, Владимир Александрович — председатель правления региональной общественной организации инвалидов «Стратегия»;
23. Кузьминов, Ярослав Иванович — ректор Государственного университета — Высшей школы экономики;
24. Лукьянова, Елена Анатольевна — адвокат, профессор кафедры конституционного и муниципального права юридического факультета Московского государственного университета имени М. В. Ломоносова;
25. Лунгин, Павел Семенович — кинорежиссёр, сценарист, Народный артист Российской Федерации;
26. Михайлов, Вячеслав Григорьевич — председатель совета всероссийского центра социально-правовой помощи ветеранам (инвалидам) войн;
27. Мохначук, Иван Иванович — председатель Российского независимого профсоюза работников угольной промышленности;
28. Муртазалиев, Абулмуслим Магомедович — председатель Общественной палаты Республики Дагестан, заведующий кафедрой теории государства и права Дагестанского государственного университета;
29. Мыльников, Сергей Андреевич — Герой Российской Федерации, студент Уральского государственного технического университета;
30. Николаева, Елена Леонидовна — заместитель председателя Общероссийской общественной организации «Деловая Россия», председатель попечительского совета Национального фонда развития здравоохранения;
31. Островский, Михаил Владимирович — президент автономной некоммерческой организации высшего профессионального образования Центросоюза Российской Федерации «Российский университет кооперации»;
32. Павловский, Глеб Олегович — президент Фонда эффективной политики;
33. Панкращенко, Виктор Николаевич — исполнительный директор Единого общероссийского объединения муниципальных образований (Конгресса);
34. Пиманов, Алексей Викторович — телеведущий, генеральный директор закрытого акционерного общества "Телекомпания «Останкино»;
35. Сванидзе, Николай Карлович — журналист, политический обозреватель федерального государственного унитарного предприятия «Всероссийская государственная телевизионная и радиовещательная компания»;
36. Толстой, Владимир Ильич — директор федерального государственного учреждения культуры "Государственный мемориальный и природный заповедник "Музей-усадьба Л. Н. Толстого «Ясная Поляна», председатель Общественной палаты Тульской области;
37. Фадеев, Валерий Александрович — директор автономной некоммерческой организации «Институт общественного проектирования», главный редактор журнала «Эксперт»;
38. Чаплин, Всеволод Анатольевич — протоиерей, председатель Отдела Московского патриархата по взаимодействию Церкви и общества;
39. Чеснаков, Алексей Александрович — директор некоммерческой организации — фонда «Центр политической конъюнктуры»;
40. Чмыхов, Гарий Дмитриевич — председатель Общественной палаты Калининградской области, председатель группы компаний общества с ограниченной ответственностью «Торфо»;
41. Шевченко, Максим Леонардович — журналист, руководитель региональной общественной организации «Центр стратегических исследований религий и политики современного мира»;
42. Юрчёнков, Валерий Анатольевич — сопредседатель Общественной палаты Республики Мордовия, директор Научно-исследовательского института Гуманитарных наук при Правительстве Республики Мордовия.

### Члены Общественной Палаты, избранные общероссийскими общественными объединениями
Лица, прошедшие конкурсный отбор в члены Общественной палаты — 42 представителя от общероссийских общественных организаций — выбранные уже утверждёнными членами Общественной палаты:
1. Абрамов, Сергей Александрович — Председатель наблюдательного совета и партнёр инвестиционной компании «Беринг Восток Кэпитал Партнерс». Член Президиума Всероссийской общественной организации «Лига здоровья нации», Сопредседатель совета общественной организации «Деловая Россия»;
2. Астахов, Павел Алексеевич — Полномочия прекращены в связи с назначением на должность Уполномоченного по правам ребёнка.
3. Бирюков, Дмитрий Вадимович — Вице-президент НП «Индустриальный комитет СМИ». Президент ЗАО «Издательство Семь Дней»;
4. Бокерия, Лео Антонович — Ведущий кардиохирург, известный ученый и организатор медицинской науки, директор Научного центра сердечно-сосудистой хирургии им. А. Н. Бакулева РАМН, Президент Общероссийской общественной организации «Лига здоровья нации»;
5. Борисов, Сергей Ренатович — Президент Общероссийской общественной организации малого и среднего предпринимательства «ОПОРА России»;
6. Бычков, Василий Владимирович — Директор ООО "Выставочное объединение «Центральный дом художника» ("ВО «ЦДХ»);
7. Вострецов Сергей Алексеевич — Председатель объединения профсоюзов России СОЦПРОФ;
8. Глазычев, Вячеслав Леонидович — Научный руководитель Центра стратегических исследований Приволжского федерального округа. Заведующий отделом дизайна НИИ теории и истории изобразительных искусств Российской академии художеств. Генеральный директор издательства «Европа». Президент Российской национальной академии дизайна;
9. Гриб, Владислав Валерьевич — Генеральный директор ЗАО Издательской группы «Юрист». Заместитель председателя правления общероссийской общественной организации «Ассоциация юристов России». Председатель общероссийской общественной организации "Общенациональный правозащитный союз «Человек и закон»;
10. Гусев, Павел Николаевич — Главный редактор газеты «Московский комсомолец», генеральный директор Издательского дома «Московский комсомолец», председатель Союза журналистов Москвы;
11. Дзасохов, Гоча Георгиевич — Председатель международной общественной организации «Ассамблея Народов Грузии»;
12. Дискин, Иосиф Евгеньевич — Научный руководитель Всероссийского центра изучения общественного мнения;
13. Жарков, Александр Николаевич — Заместитель председателя межрегиональной общественной организации «Лига свободы». Руководитель Московского отделения Общероссийской общественной организации малого и среднего предпринимательства «ОПОРА РОССИИ». Член Президиума Общероссийской общественной организации «Российский Красный Крест»;
14. Захаров, Владимир Михайлович — Председатель Совета Общероссийской общественной организации «Центр экологической политики и культуры»;
15. Зелькова, Лариса Геннадьевна — Заместитель генерального директора, директор департамента по развитию общественных связей компании «Интеррос»;
16. Зыков, Олег Владимирович — Президент Общероссийского общественного благотворительного Фонда «Российский благотворительный фонд „Нет алкоголизму и наркомании“» (РБФНАН);
17. Зятьков, Николай Иванович — Главный редактор газеты «Аргументы и факты», президент ЗАО «Аргументы и факты»;
18. Калягин, Александр Александрович — Председатель Общероссийской общественной организации «Союз театральных деятелей Российской Федерации (Всероссийское театральное общество)», народный артист Российской Федерации;
19. Катырин, Сергей Николаевич — Вице-президент Торгово-промышленной палаты Российской Федерации;
20. Ковальчук, Михаил Валентинович — Ученый секретарь Совета при Президенте РФ по науке, технологиям и образованию. Заместитель председателя Правительственного совета по нанотехнологиям. Член-корреспондент РАН, директор РНЦ «Курчатовский институт», директор Института кристаллографии им. А. В. Шубникова РАН, заместитель председателя Национального комитета кристаллографов России;
21. Котелевская, Ирина Васильевна — Директор Центра мониторинга законодательства и правоприменительной практики Российского союза промышленников и предпринимателей;
22. Кучерена, Анатолий Григорьевич — Адвокат, Председатель Центрального совета Общероссийского общественного движения «Гражданское общество», Председатель некоммерческого фонда «Институт демократии и сотрудничества»;
23. Легойда, Владимир Романович — Председатель Синодального информационного отдела Русской Православной Церкви, главный редактор православного журнала «Фома», профессор кафедры Международной журналистики МГИМО;
24. Либет, Анатолий Анатольевич — Вице-президент Общероссийской общественной организации содействия решению социальных проблем «Новое общество»;
25. Маланичева, Галина Ивановна — Председатель центрального совета Всероссийской общественной организации «Всероссийское общество охраны памятников истории и культуры»;
26. Очирова, Александра Васильевна — Президент НПО Международного женского центра «Будущее женщины», Председатель Общественного совета по инвестированию средств пенсионных накоплений;
27. Попов, Михаил Владимирович — Генеральный директор ОАО «Останкинский мясоперерабатывающий комбинат»;
28. Разворотнева, Светлана Викторовна — Руководитель Центрального исполнительного комитета Общероссийской общественной организации «Всероссийский Совет местного самоуправления»;
29. Рачевский, Ефим Лазаревич — Народный учитель России, директор Центра образования № 548 «Царицыно» г. Москвы;
30. Резник, Генри Маркович — Адвокат. Президент Адвокатской палаты г. Москвы. Глава кафедры адвокатуры в Правовом университете при Институте государства и права РАН. Вице-президент Международного союза (содружества) адвокатов;
31. Ряховский, Сергей Васильевич — Глава Российского объединённого союза христиан веры евангельской (пятидесятников), Сопредседатель Консультативного совета глав протестантских церквей России, член правления Российского Библейского общества;
32. Самойлов, Вадим Рудольфович — Член Авторского совета Российского авторского общества, руководитель благотворительного проекта «Герой нашего времени»;
33. Симонян Маргарита Симоновна — Главный редактор телеканала «Russia Today»;
34. Слободская, Мария Александровна — Президент Ассоциации некоммерческих организаций России «Гражданская инициатива», президент Института проблем гражданского общества, президент Национального фонда содействия молодёжи «Молодые лидеры»;
35. Сунгоркин, Владимир Николаевич — Генеральный директор и главный редактор ЗАО "ИД «Комсомольская правда»;
36. Татаринов Андрей Юрьевич — Руководитель Политического отдела Центрального Штаба ВОО «Молодая Гвардия Единой России», член Политического совета МГЕР;
37. Терновский, Ярослав Александрович — Председатель Совета общероссийского общественного движения «Католическое наследие»;
38. Тополева, Елена Андреевна — Директор Автономной некоммерческой организации «Агентства социальной информации» (АСИ);
39. Шахназаров, Карен Георгиевич — Кинорежиссёр, сценарист, ведущий цикла авторских телепередач, автор прозаических произведений, продюсер;
40. Школкина, Надежда Васильевна — Председатель Общественного совета при Министерстве сельского хозяйства Российской Федерации;
41. Юрьев, Евгений Леонидович — Председатель Общественного совета Центрального федерального округа, сопредседатель Общероссийской общественной организации «Деловая Россия», член Совета по конкурентоспособности и предпринимательству при Президенте Российской Федерации;
42. Ющук, Николай Дмитриевич — Президент Московского государственного медико-стоматологического университета;
43. Якеменко, Борис Григорьевич — Руководитель Православного корпуса Молодёжного движения «Наши», Доцент кафедры истории России Российского университета дружбы народов.

### Члены Общественной Палаты, избранные межрегиональными и региональными общественными объединениями
Лица, прошедшие конкурсный отбор в члены Общественной палаты — 42 представителя от региональных и межрегиональных общественных объединений — выбранные утвержденными ранее двумя третями состава членов Общественной палаты:
1. Абакумов, Сергей Александрович — Председатель Правления Независимой организации «В поддержку гражданского общества», Национального Гражданского Комитета по взаимодействию с правоохранительными, законодательными и судебными органами и Национального фонда «Общественное признание»
2. Алексеева, Татьяна Олеговна — Секретарь Общественной палаты Кемеровской области, президент Кузбасской торгово-промышленной палаты
3. Арбузов, Алексей Николаевич — Директор тренингового агентства «Новая Жизнь»
4. Белоброва, Лариса Дмитриевна — Актриса Приморского Академического краевого драматического театра им. М. Горького
5. Белоусов, Михаил Александрович — Директор компании ООО «ТВ-Зауралье», заместитель председателя Общественной палаты Курганской области, председатель совета Общественного движения «Весна»
6. Белявский, Павел Викторович — Председатель правления Фонда поддержки молодёжных инициатив «Гражданский университет», начальник штаба Тюменского регионального отделения всероссийской общественной организации «Молодая гвардия Единой России», член правления Тюменской областной молодёжной общественной организации «Десант памяти», комиссар Тюменской городской детской общественной организации «Республика неугомонных»
7. Вавилина, Надежда Дмитриевна — Ректор Нового сибирского института, руководитель Новосибирского регионального общественного фонда «Социум»
8. Волков, Юрий Григорьевич — Директор ИППК ЮФУ, заведующий кафедры социологии, политологии и права ИППК ЮФУ
9. Гусельников, Леонид Константинович — Главный редактор, председатель ОГТРК «Ямал — Регион», председатель Общественной палаты Ямало-Ненецкого автономного округа
10. Дайхес Николай Аркадьевич — Директор, заведующий кафедрой ЛОР-болезней ФГУ «Научно-клинический Центр оториноларингологии», Вице-президент Общероссийской общественной организации «Лига здоровья нации», председатель Попечительского Совета Межрегиональной общественной организации «Врачебная палата Южного федерального округа»
11. Данилова, Ольга Михайловна — Генеральный директор ОАО «Вологдамашцентр», член Клуба деловых людей Вологодской области, председатель Вологодского регионального отделения Общероссийской общественной организации малого и среднего предпринимательства «ОПОРА РОССИИ»
12. Дементьев, Андрей Дмитриевич — Политический обозреватель общественно-политической редакции ВГТРК «Радио России», председатель Совета НП «Ассоциация Тверских землячеств», заместитель председателя Российского фонда мира, поэт
13. Духанина, Любовь Николаевна — Президент образовательного холдинга «Наследник», вице-президент Ассоциации негосударственных образовательных организаций регионов России, доктор педагогических наук, профессор
14. Заболотский, Виктор Владимирович — Председатель Правления Ханты-Мансийской региональной организации общероссийской общественной организации Российского Союза ветеранов Афганистана, председатель Совета Ханты-Мансийского окружного отделения Всероссийской общественной организации ветеранов «Боевое братство»
15. Зимин, Андрей Владимирович — Председатель Федерации профсоюзов Камчатки
16. Иванов, Виталий Вячеславович — Директор Института политики и государственного права
17. Иншаков, Олег Васильевич — Ректор Волгоградского государственного университета, член Президиума общероссийской общественной организации «Российская академия естественных наук»
18. Каннабих, Мария Валерьевна — Президент Некоммерческой организации «Межрегиональный благотворительный фонд помощи заключённым», председатель общественного совета Федеральной службы исполнения наказаний
19. Катенев, Владимир Иванович — Президент Санкт-Петербургской торгово-промышленной палаты
20. Кичикова, Лилия Николаевна — Генеральный директор фармацевтической компании ООО «Асторат-Элиста», член Калмыцкого территориального отделения межрегиональной общественной организации «Врачебная палата ЮФО»
21. Клочай, Виктор Владимирович — Глава ОАО «Государственная транспортная лизинговая компания»
22. Костина Ольга Николаевна — Учредитель и председатель Правления Межрегиональной правозащитной общественной организации «Сопротивление»
23. Крганов, Альберт Рифкатович — Первый заместитель председателя Центрального Духовного Управления мусульман России, председатель Духовного Управления мусульман Чувашской республики, муфтий
24. Курбатов, Валентин Яковлевич — Литературный критик, литературовед, прозаик
25. Лонгин (Корчагин) Владимир Сергеевич — Митрополит Саратовский и Вольский, Управляющий Саратовской Митрополией Русской Православной Церкви (Московский Патриархат)
26. Мамонтов, Владимир Константинович — Главный редактор газеты «Известия»
27. Мартынов, Андрей Андреевич — Председатель Координационного совета молодых ученых и специалистов Республики Саха (Якутия), Председатель Правления Саха (Якутской) республиканской общественной организации Общество «Знание» России
28. Медоева, Залина Григорьевна — Вице-президент межрегиональный общественный фонд содействия укреплению национального самосознания народа «Центр национальной славы»
29. Окорокова, Галина Павловна — Ректор ЧОУ ВПО «Курский институт менеджмента, экономики и бизнеса», председатель Правления Курской областной общественной организации Союза женщин России, председатель Правления Курской областной общественной организации Общества «Знание» России, вице-президент Всероссийской организации Общества «Знание»
30. Плещёва, Ирина Владимировна — Руководитель Центра развития молодёжных средств массовой информации, заместитель директора по связям с общественностью СРПД «Резонанс»
31. Порханов, Владимир Алексеевич — Главный врач ГУЗ «Краевая клиническая больница № 1 имени профессора С. В. Очаповского»
32. Пузин, Сергей Никифорович — Академик РАМН, руководитель Федерального бюро медико-социальной экспертизы — главный федеральный эксперт по медико-социальной экспертизе Министерства здравоохранения и социального развития Российской Федерации, Президент Всероссийского общества специалистов по медико-социальной экспертизе, реабилитации и реабилитационной индустрии
33. Ружников, Андрей Григорьевич — Генеральный директор ЗАО "Концерн «Поиск» Председатель Совета региональной общественной организация участников боевых действий на территории Чечни и других государств «Щит»
34. Соколов, Александр Валентинович — Председатель Ассоциации общественных объединений «Национальный Совет молодёжных и детских объединений России»
35. Солтагереев, Хусайн Гиланович — Председатель Совета профсоюзов Чеченской Республики
36. Суляндзига, Павел Васильевич — Первый вице-президент Ассоциации коренных малочисленных народов Севера, Сибири и Дальнего Востока Российской Федерации, заместитель председателя Постоянного Форума ООН по вопросам коренных народов
37. Трубников, Владислав Михайлович — Представитель Федерации Независимых Профсоюзов России в Приволжском федеральном округе
38. Фетисов, Глеб Геннадьевич — Директор Центра изучения проблем региональных финансов Совета по изучению производительных сил при РАН и Министерстве экономического развития
39. Церетели, Зураб Константинович — Директор Московского музея современного искусства
40. Чубик, Петр Савельевич — Ректор Томского политехнического университета, Член региональной общественной организации «Томское Профессорское Собрание»
41. Чугуева, Ирина Георгиевна — Обозреватель газеты «Молодой дальневосточник»
42. Шпектор Игорь Леонидович — Президент Союза городов Заполярья и Крайнего Севера России

## Деятельность
Третий состав Общественной палаты неоднократно принимал участие в законотворческом процессе. Так, Общественная палата активно критиковала проект поправок в закон «О СМИ», предложенный депутатом Валерием Комиссаровым который был принят Госдумой в первом чтении 22 февраля 2011. Рабочая группа Общественной палаты объявила о подготовке собственных поправок. В итоге вариант поправок, предложенный Комиссаровым, не был принят в виде закона.
Объём обращений граждан, поступающих в Общественную палату постоянно рос.
Так, в 2011 году было обработано 20 185 обращений граждан, а в 2012 году — 22 989 обращений.

## Комиссии Общественной Палаты
В Общественную палату Первого состава входят 12 комиссий Архивная копия от 2 апреля 2010 на Wayback Machine, в каждой из которых состоит до 8 членов палаты и которая занимается определённой сферой общественной жизни:
- Комиссия Общественной палаты по развитию благотворительности и волонтерства
- Комиссия Общественной палаты по вопросам развития гражданского общества
- Комиссия Общественной палаты по экономическому развитию и поддержке предпринимательства
- Комиссия Общественной палаты по региональному развитию и местному самоуправлению
- Комиссия Общественной палаты по общественному контролю за деятельностью и реформированием правоохранительных органов и судебно-правовой системы
- Комиссия Общественной палаты по коммуникациям, информационной политике и свободе слова в средствах массовой информации
- Комиссия Общественной палаты по развитию образования
- Комиссия Общественной палаты по межнациональным отношениям и свободе совести
- Комиссия Общественной палаты по социальным вопросам и демографической политике
- Комиссия Общественной палаты по науке и инновациям
- Комиссия Общественной палаты по сохранению и развитию отечественной культуры
- Комиссия по охране здоровья, экологии, развитию физической культуры и спорта

## Совет Общественной Палаты
В состав Совета Общественной палаты Архивная копия от 4 июля 2014 на Wayback Machine входят председатели комиссий палаты, а также Секретарь Архивная копия от 19 мая 2012 на Wayback Machine палаты и его заместитель.

## Аппарат палаты
Аппарат Общественной палаты, в соответствии с законом, обеспечивает деятельность палаты и работает под общим руководством её секретаря.